# Gotham Productions
La Gotham Productions è stata una casa di produzione statunitense indipendente che, fondata nel 1916 a San Antonio, nel Texas, fu attiva all'epoca del muto. Nei pressi di San Antonio, la località di Hot Wells venne scelta per la progettazione degli studios della società che aveva come presidente Marshall W. Taggart. All'avvento del sonoro, la compagnia sotto la presidenza di Samuel Sax lavorò insieme alla RCA Photophone alla realizzazione del film The Girl from the Argentine.

## Filmografia
- Unmarried Wives, regia di James P. Hogan (1924)
- Black Lightning, regia di James P. Hogan (1924)
- Women and Gold, regia di James P. Hogan (1925)
- The Night Ship, regia di Henry McCarty (1925)
- Silent Pal, regia di Henry McCarty (1925)
- Shattered Lives, regia di Henry McCarty (1925)
- The Overland Limited, regia di Frank O'Neill (1925)
- A Little Girl in a Big City, regia di Burton L. King (1925)
- The Police Patrol, regia di Burton L. King (1925)
- His Master's Voice, regia di Renaud Hoffman (1925)
- The Part Time Wife, regia di Henry McCarty (1925)
- Northern Code, regia di Leon De La Mothe (1925)
- The Shadow on the Wall, regia di B. Reeves Eason (1925)
- One of the Bravest, regia di Frank O'Connor (1925)
- The Phantom of the Forest, regia di Henry McCarty (1926)
- The Speed Limit, regia di Frank O'Connor (1926)
- The Sign of the Claw, regia di Reeves Eason (1926)
- Hearts and Spangles, regia di Frank O'Connor (1926)
- Racing Blood, regia di Frank Richardson (1926)
- The Golden Web, regia di Walter Lang (1926)
- The Block Signal, regia di Frank O'Connor (1926)
- King of the Pack, regia di Frank Richardson (1926)
- The Winning Wallop, regia di Charles Hutchison (1926)
- The Silent Power, regia di Frank O'Connor (1926)
- Money to Burn, regia di Walter Lang (1926)
- Heroes of the Night, regia di Frank O'Connor (1927)
- The Final Extra, regia di James P. Hogan (1927)
- Quarantined Rivals, regia di Archie Mayo (1927)
- One Chance in a Million, regia di Noel M. Smith (1927)
- Sinews of Steel, regia di Frank O'Connor (1927)
- The Silent Avenger, regia di James P. Hogan (1927)
- Catch as Catch Can, regia di Charles Hutchison (1927)
- Mountains of Manhattan, regia di James P. Hogan (1927)
- The Woman Who Did Not Care, regia di Phil Rosen (1927)
- The Satin Woman, regia di Walter Lang (1927)
- The Down Grade, regia di Charles Hutchison (1927)
- The Rose of Kildare, regia di Dallas M. Fitzgerald (1927)
- Sumuru, regia di Tom Terriss (1927)
- Blondes by Choice, regia di Hampton Del Ruth (1927)
- The Cheer Leader, regia di Alvin J. Neitz (1928)
- Gambe nude (Bare Knees), regia di Erle C. Kenton (1928)
- The Head of the Family, regia di Joseph C. Boyle (1928)
- Turn Back the Hours, regia di Howard Bretherton (1928)
- The Chorus Kid, regia di Howard Bretherton (1928)
- Hellship Bronson, regia di Joseph Henabery (1928)
- San Francisco Nights, regia di Roy William Neill (1928)
- United States Smith, regia di Joseph Henabery (1928)
- Midnight Life, regia di Joseph Boyle e Scott R. Dunlap (1928)
- Through the Breakers, regia di Joseph C. Boyle (1928)
- The River Woman, regia di Joseph Henabery (1928)
- Times Square, regia di Joseph Boyle (1929)
- A Modern Sappho

## Galleria d’immagini

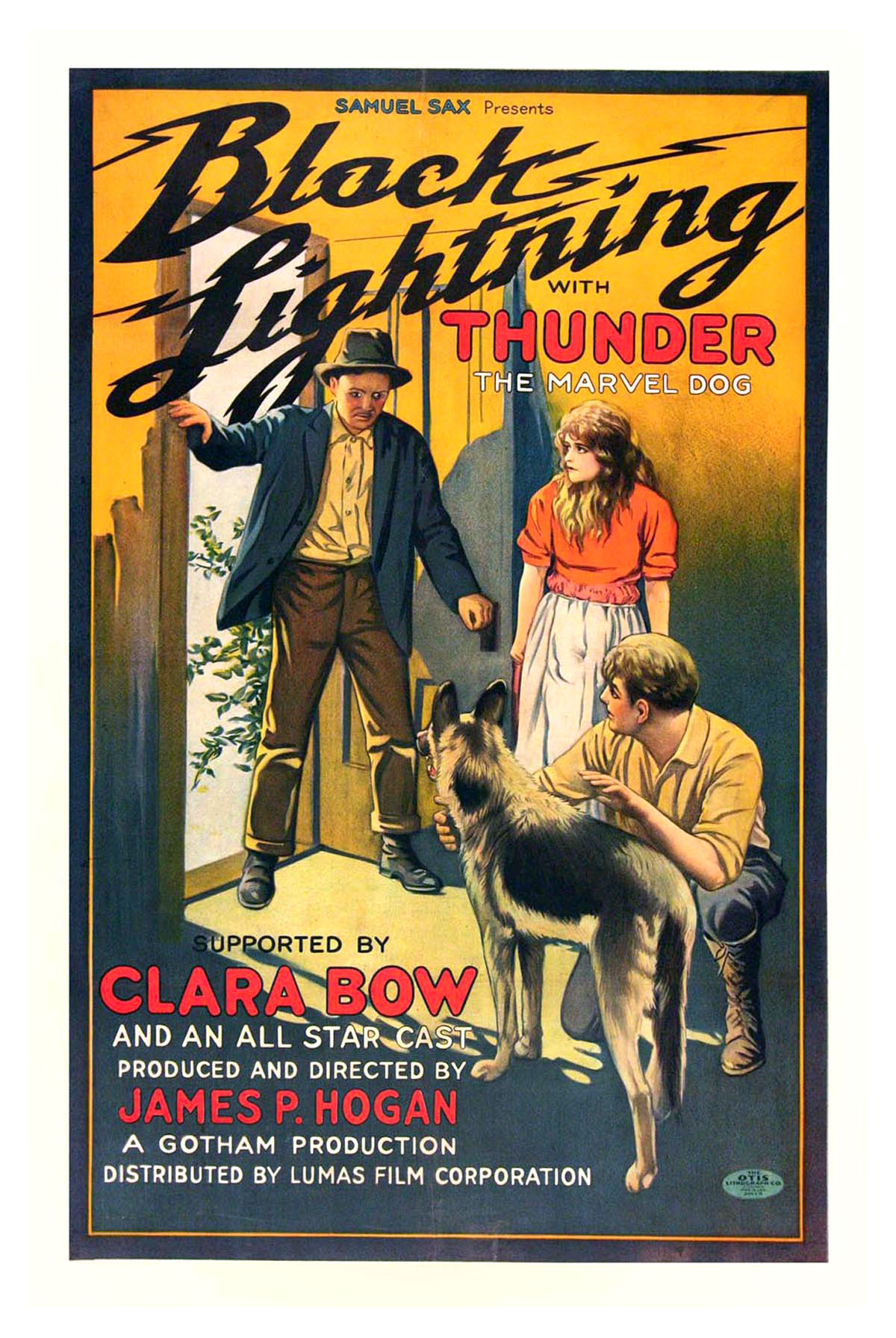
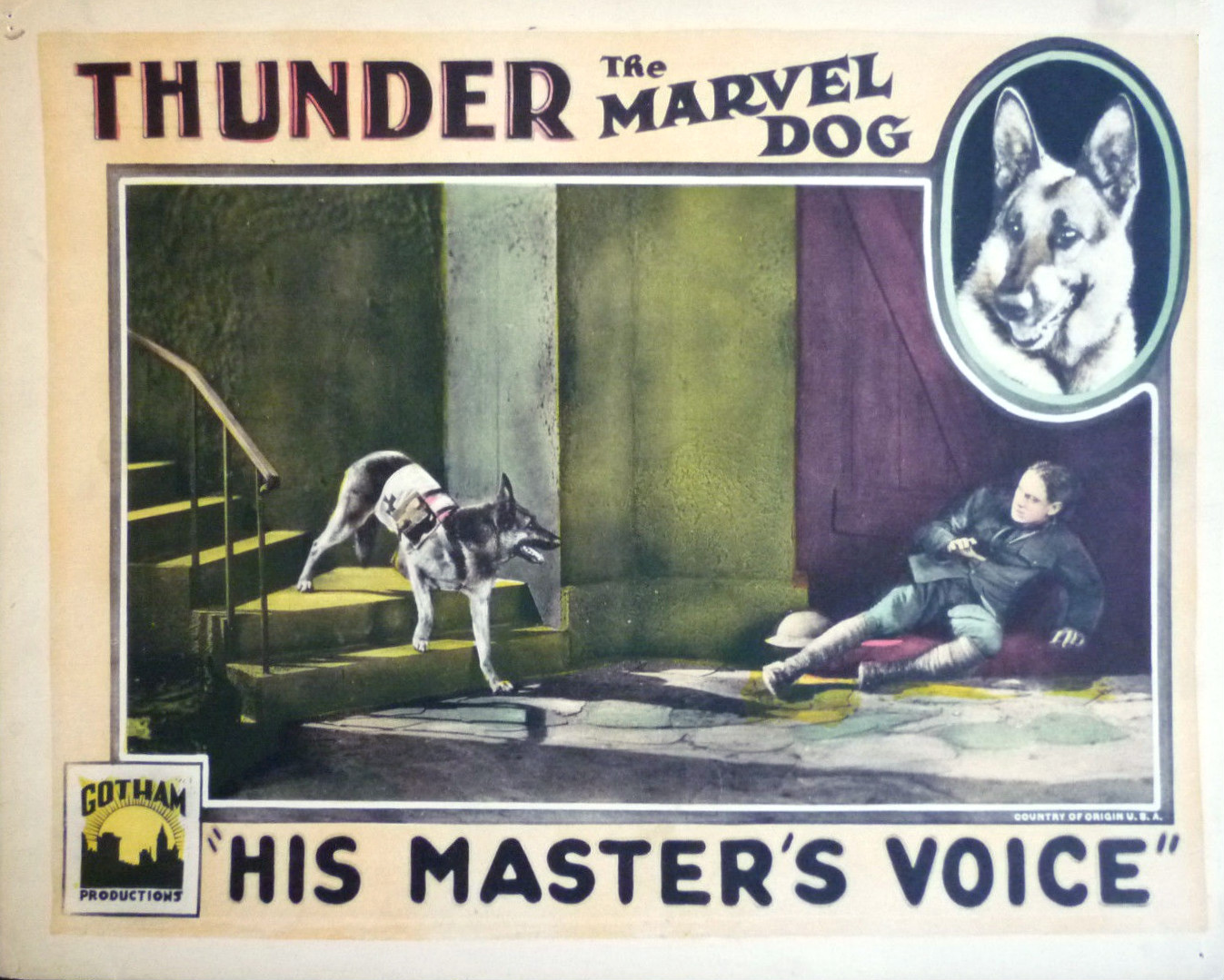
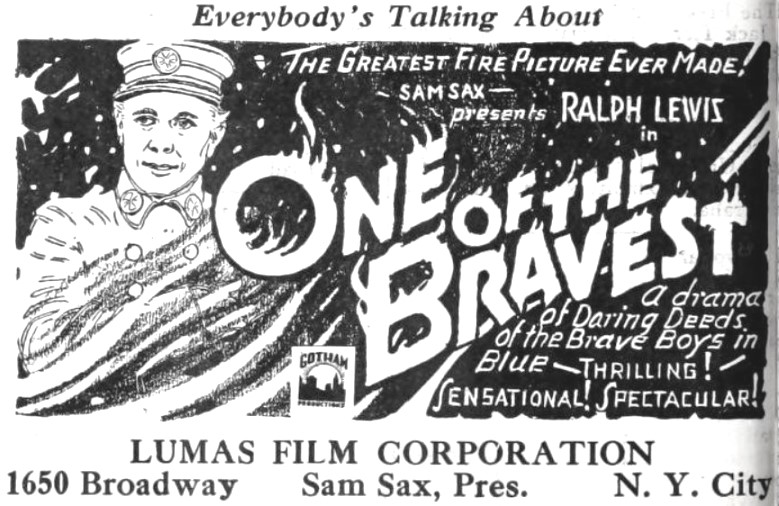
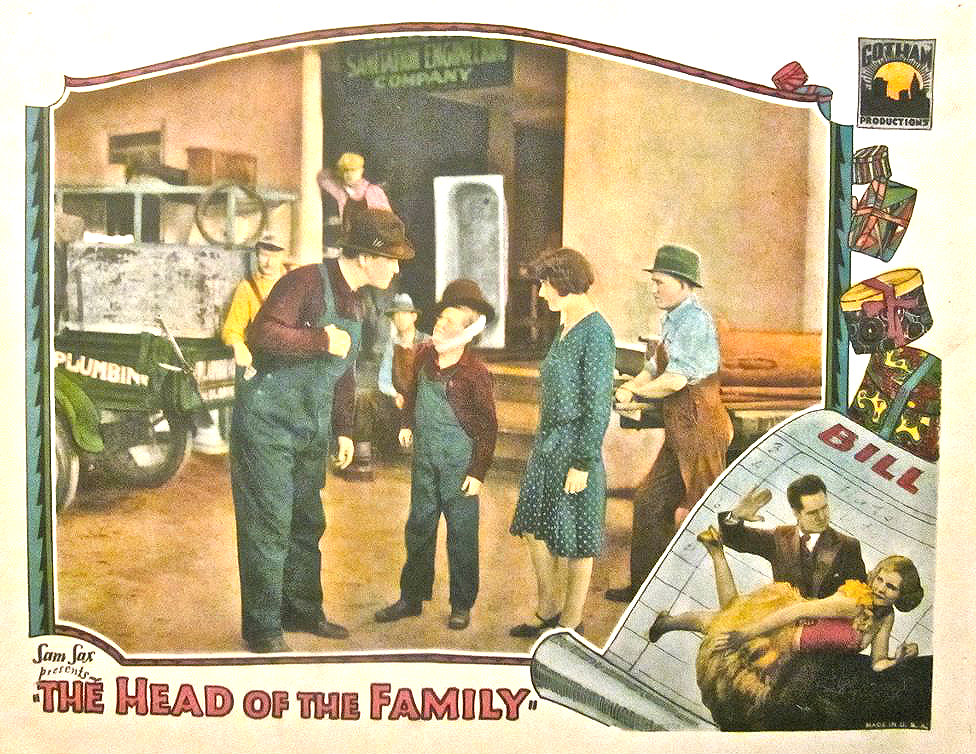